# Ủy ban Quốc tế về Bảo vệ Phóng xạ
Ủy ban Quốc tế về Bảo vệ Phóng xạ, viết tắt tiếng Anh là ICRP (International Commission on Radiological Protection) là một tổ chức phi chính phủ, phi lợi nhuận quốc tế hoạt động trong lĩnh vực nghiên cứu bảo vệ, an toàn phóng xạ và ứng dụng của nó.
ICRP thành lập năm 1928, tại Hội nghị Quốc tế về phóng xạ thứ hai ở Stockholm, Thụy Điển. ICRP hiện có cỡ 200 thành viên tình nguyện đến từ chừng 30 quốc gia và vùng lãnh thổ.
ICRP là một tổ chức chị em với Ủy ban Quốc tế về Đo lường và Đơn vị Bức xạ (ICRU, International Commission on Radiation Units and Measurements).

## Hoạt động
ICRP nghiên cứu việc ngăn ngừa ung thư và các bệnh khác, và các hiệu ứng liên quan tới tiếp xúc với bức xạ ion hóa, và bảo vệ môi trường.
Nói chung ICRU định nghĩa các đơn vị, và ICRP khuyến cáo, phát triển và duy trì hệ thống quốc tế bảo vệ phóng xạ trong đó sử dụng các đơn vị này.